# Gula (revista)
Gula é uma revista e um portal online, sediados em São Paulo, no Brasil. A revista e o portão são especializados no universo da gastronomia, dos vinhos e do enoturismo. Nesse contexto, publica informações sobre vinhos, restaurantes e chefs, além de receitas, e dá especial atenção aos conteúdos de cerveja, destilados, produtos e vários outros serviços relacionados.
Uma das primeiras publicações desse gênero no Brasil, foi criada pelo jornalista J. A. Dias Lopes, e atualmente pertence ao grupo Essência do Vinho.
Tudo começou em 1990 em São Paulo quando a GULA ajudou os brasileiros a descobrir o mundo da gastronomia e do vinho. Desde então, transformou-se em uma marca icônica e uma fonte essencial de inspiração e de conhecimento nesses segmentos.
Em fevereiro de 2020, Nuno Botelho e Nuno Guedes Vaz Pires, proprietários do Grupo Essência do Vinho, compram a GULA. Os dois sócios colaboraram na organização da primeira Expovinis, um certame direcionado para o mercado brasileiro, cuja primeira edição ocorreu em 2002 e que se tornou na “maior feira internacional da América Latina com vinhos de todos do mundo”. A compra da GULA surgiu dessa experiência acumulada no Brasil.
Parte para uma nova fase com o claro objetivo de reforçar a liderança entre as publicações especializadas em gastronomia e vinho, beneficiando-se do fato de passar a integrar o grupo editorial Essência do Vinho, que soma 17 anos de experiência na promoção do vinho e da gastronomia em Portugal, no Brasil e em mais de 10 mercados estratégicos, como Estados Unidos, Alemanha, Canadá, China, França, Holanda, Japão, Reino Unido e Suíça.
A GULA passa a ser um produto editorial multiplataforma, reafirmando-se como a referência no universo especializado do vinho, da gastronomia e, agora, do enoturismo.
Mais do que uma publicação para especialistas, GULA se destina a todos que querem desfrutar o que de melhor têm a oferecer o universo do vinho, da gastronomia e do turismo enogastronômico, sempre acompanhando as novas tendências.
Em sua versão impressa premium é, por si só, um prazer estético. Os conteúdos, o cuidado no design e o apuro fotográfico tornam a publicação ainda mais apetecível, desde a capa ao interior de cada seção.
Apresenta os clássicos do vinho e da gastronomia e revela as novas tendências, com criatividade e personalidade nas abordagens, sem nunca perder o rigor nos conteúdos.